# Tollette (Arkansas)
Tollette – miasto w Stanach Zjednoczonych, w stanie Arkansas, w hrabstwie Howard.